# ۲۴۰ (پیش از میلاد)
۲۴۰ (پیش از میلاد) ۲۴۰مین سال قبل از تقویم میلادی است.